# Макензи (Алабама)
Макензи (енгл. McKenzie) град је у америчкој савезној држави Алабама. По попису становништва из 2010. у њему је живело 530 становника.

## Демографија
Према попису становништва из 2010. у граду је живело 530 становника, што је 114 (17,7%) становника мање него 2000. године.
| Група             | 2000.       | 2010.       |
| Белци             | 490 (76,1%) | 359 (67,7%) |
| Афроамериканци    | 145 (22,5%) | 158 (29,8%) |
| Азијати           | 1 (0,2%)    | 0 (0,0%)    |
| Хиспаноамериканци | 2 (0,3%)    | 2 (0,4%)    |
| Укупно            | 644         | 530         |